# Никомедия
Никомиди́я (др.-греч. Νικομήδεια) — древний город в Малой Азии, центр области Вифиния. Располагался на подступах к Константинополю на берегу Мраморного моря. Ныне на его месте находится город Измит в Турции.

## Античная Никомидия
Город был основан в 712 году до н. э. и изначально назывался Астак (др.-греч. Ἄστακος, лат. Astacus). Астак был колонией мегарцев. Астак, эпоним одноимённого города, был согласно мифу сыном Посейдона и нимфы Ольвии. В 435/34 году до н. э. афиняне вывели колонию в Астак. Некоторые учёные выдвигали предположение, что город Астак был переименован афинянами в Ольвию (Ὀλβία, Olbia). Ольвия была включена в Афинский морской союз. Астак был разрушен Лисимахом, полководцем Александра Македонского. Был заново отстроен в 264 году до н. э. царём Вифинии Никомедом I, переименован в Никомидию и стал одним из важнейших городов Малой Азии. Благодаря своему выгодному положению Никомедия достигла при вифинских царях цветущего состояния. Плиний Младший в письмах к Траяну говорит о многих памятниках Никомидии, ходатайствует об устройстве здесь водопровода, об открытии канала между внутренним озером и Никомедийским заливом, о постройке храма Кибелы и сената.
В 74 году до н. э. перешёл под власть римлян и стал столицей провинции Вифиния.

В 286 году н. э., когда Диоклетиан ввёл тетрархию (четверовластие), он сделал Никомедию восточной столицей Римской империи. Никомедия оставалась восточной (и более важной) столицей империи до того, как Константин Великий разбил Лициния в 324 году. Последующие 6 лет Никомедия была фактической столицей империи Константина, пока он не провозгласил близлежащий Византий «Новым Римом» (впоследствии Константинополь, ныне Стамбул). В это время в Никомедии было построено много христианских храмов и дворцов.

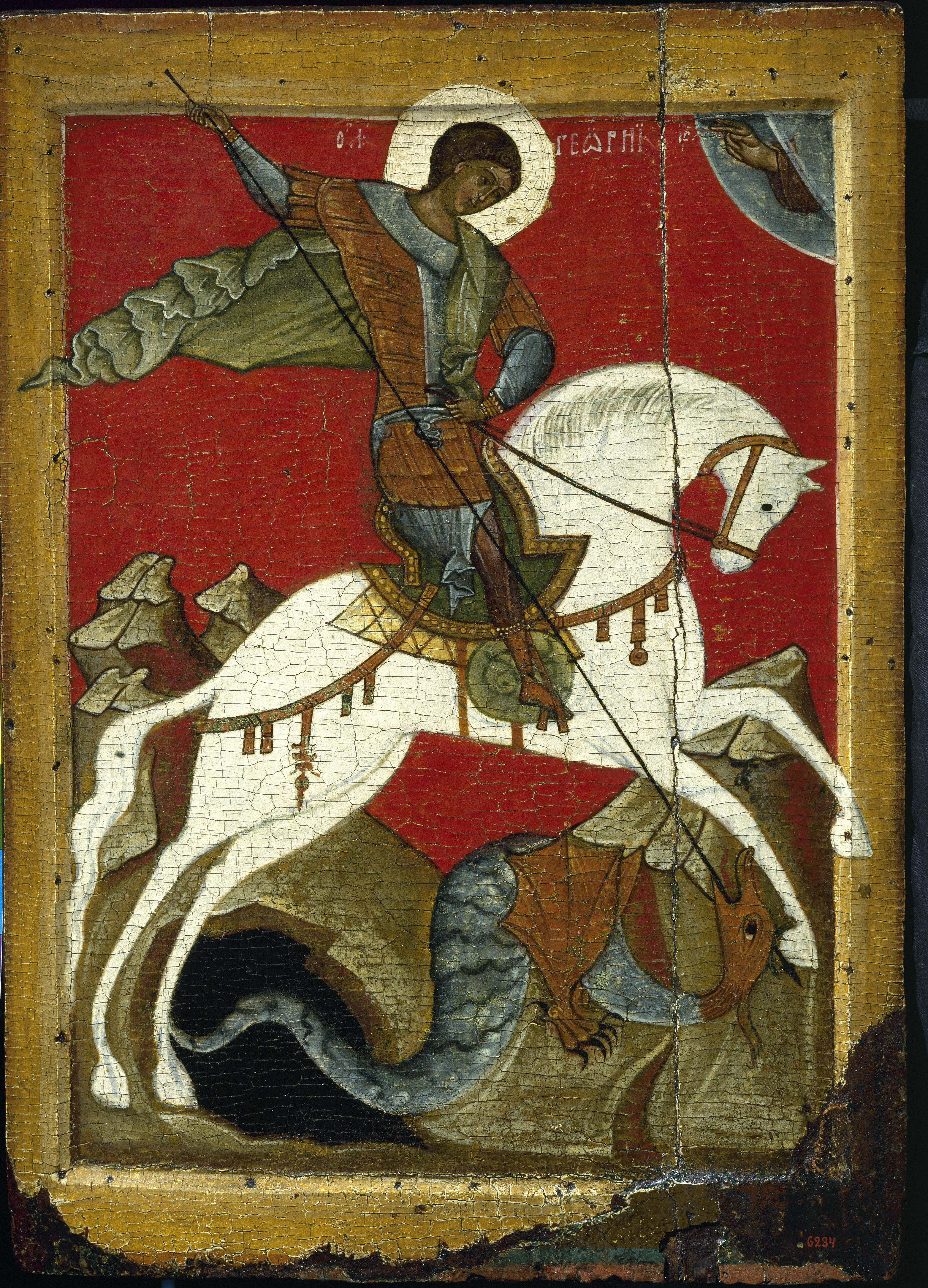
Святой Георгий Победоносец

В это время Никомедия приобрела большое культурное значение, её называли «Афинами в Вифинии». Расположенная на путях из Малой Азии на Балканы, она была крупным торговым и ремесленным центром и сохранила своё значение даже после переноса столицы в Константинополь.

## Никомидийские мученики
Никомедия прославилась также своими святыми, которые именуются Никомидийскими, что отражает прежнюю традицию написания названия города.
Диоклетиан был талантливым правителем, но в то же время являлся фанатичным приверженцем языческих богов. Он устроил одно из жесточайших гонений на христиан. Так 23 апреля 303 года в Никомедии, во время правления императора Диоклетиана, после восьмидневных тяжких мучений был обезглавлен христианский святой, великомученик Георгий Победоносец.
Среди мучеников — христианские святые: Трофим Никомидийский, Наталия Никомидийская, Адриан Никомидийский, Евсевий Никомидийский, Каллиста Никомидийская, Ермолай Никомидийский, Анфим Никомидийский, Вавила Никомидийский и его 84 ученика, святой великомученик Пантелеимон и другие, общее же число пострадавших христиан исчисляется многими тысячами.

## Никомедия в Средние века
В 1073 году к стенам города подошли отряды турок-сельджуков, но город им удалось взять лишь в 1078 году (столицей сельджуков к этому времени стала близлежащая Никея). Сельджуками руководил Абу-ль-Касим. Однако 3 года спустя, построив форт Кибот на южном берегу Никомедийского залива, император Алексей I Комнин вернул Никомедию в лоно империи.
Во времена Крестовых походов турки потеряли город, однако от него мало что осталось: дороги заросли деревьями, здания лежали в руинах, православные жители бежали, либо погибли, а улицы заросли травой и кустарником. Жизнь в городе и его округе частично восстановилась только после 1123 года, благодаря прибытию сербских крестьян и солдат по приглашению самого императора. Средневековый город представлял собой небольшой укреплённый посёлок на вершине холма, у подножия которого раскинулись обширные руины античного города, бывшего столицей Римской империи в 286—292 годах. Относительный упадок средневековой Никомедии по сравнению с античной учёные связывают с переносом столицы в близлежащий Константинополь, в тени которого и существовала средневековая Никомедия: на реставрацию обширных средневековых стен города в его казне уже не хватало средств.
В 1204 году Никомедия вошла в состав новообразованной Латинской империи (1204—1261). Bплоть до 1241 года между латинянами и греками развернулась ожесточенная борьба за город, который несколько раз переходил из рук в руки. Город вновь пришёл в запустение поскольку использовался преимущественно в военных целях иностранными наёмниками. Относительно мирная жизнь в городе продержалась с 1241 по 1300 год, после чего вплоть до своего падения город жил в условиях постоянной угрозы со стороны османов.
В 1337 году завоевана турками и переименована затем в Измит. Остатки городских стен можно увидеть ещё и поныне; в них хорошо различаются две эпохи — римская и византийская. Красноречивыми памятниками древности являются также водопроводы.